# Onzekerheidsrelatie van Heisenberg

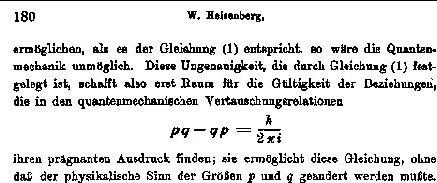
Commutatieregel voor impuls p en plaats q:
Artikel van Werner Heisenberg, 1927.

De onzekerheidsrelatie van Heisenberg, ook het onzekerheidsprincipe van Heisenberg, door Werner Heisenberg in 1927 gepubliceerd, is een van de belangrijkste resultaten van de kwantummechanica. De relatie drukt uit dat er zogenaamde incommensurabele paren van grootheden bestaan, waarvoor geldt dat niet van beide grootheden de waarden tegelijkertijd exact vastgelegd kunnen worden of met een willekeurige mate van nauwkeurigheid bepaald kunnen worden. Een voorbeeld van een dergelijk paar is plaats en impuls, een ander voorbeeld is energie en tijd.
Elke theorie die een kwantummechanisch systeem beschrijft moet deze relatie tussen een of meer paren geconjugeerde observabelen bevatten. Sommige fysici spreken liever over een onbepaaldheidsrelatie of over het onbepaaldheidsprincipe dan over een onzekerheidsrelatie als ze over deze fundamentele relatie spreken.
In golffuncties die oplossingen zijn van Schrödingers golfvergelijking hebben de daaruit af te leiden plaats en impuls geen scherp gedefinieerde waarden, maar zijn zij stochastische variabelen met kansverdelingen die impliciet in de golfvergelijking besloten liggen. De kansverdelingen van die twee grootheden hangen met elkaar samen: als de standaardafwijking van de ene kleiner wordt, wordt die van de andere automatisch groter. Heisenberg formuleerde de ondergrens voor het product van standaarddeviaties voor de kansverdelingen van plaats en impuls als volgt:
{\displaystyle \Delta x\Delta p\geq {\frac {h}{4\pi }}}
waarin {\displaystyle \Delta x} de onzekerheid (standaardafwijking) in de plaats is, {\displaystyle \Delta p} de onzekerheid in de impuls en {\displaystyle h} de constante van Planck. De waarde van deze constante is gedefinieerd als exact 6,626 070 15 × 10−34 Js  .
Tegenwoordig schrijft men deze uitdrukking vaak met een aangepaste versie van de constante {\displaystyle h}, de zogenaamde constante van Dirac {\displaystyle \hbar }, h-streep geheten:
{\displaystyle \hbar ={\frac {h}{2\pi }}}.
De onzekerheidsrelatie van Heisenberg heeft belangrijke gevolgen in veel takken van de natuurkunde, op subatomaire schaal (kwantumfysica).  Voor macroscopische voorwerpen, zoals stoelen, huizen of stuifmeelkorrels, geldt de relatie uiteraard ook, maar is de onzekerheid verwaarloosbaar doordat de constante van Planck zo klein is. Een belangrijk gevolg van de onzekerheidsrelatie is dat metingen altijd invloed hebben op het systeem. Wordt bijvoorbeeld zeer exact de plaats van een deeltje gemeten, dan zal hierdoor de impuls, en dus de snelheid, zeer onzeker worden. Een inperking van de plaats heeft hetzelfde effect. Een goed voorbeeld hiervan is een stroom elektronen die op een plaat met een klein gaatje valt. De elektronen die door het gaatje vliegen, hebben een kort moment een zeer exact bepaalde positie in het vlak van de plaat. Hieruit volgt dat hun impuls parallel aan de plaat zeer onzeker is; de stroom elektronen zal uiteen waaieren achter de plaat en vertoont dus diffractie. Een elektron heeft dus ook het karakter van een golf.
Ook voor andere grootheden dan plaats en impuls geldt een vergelijkbaar verband. Van belang is de onzekerheidsrelatie voor tijd {\displaystyle t} en energie {\displaystyle E}
{\displaystyle \Delta E\Delta t\geq {\frac {h}{4\pi }}}
Dit betekent dat de hoeveelheid energie in een systeem des te onzekerder is naarmate de tijdschaal waarop het systeem varieert kleiner is.  Hierdoor kan er ook als het ware energie 'geleend' worden, wat onder meer aanleiding geeft tot het bestaan van virtuele deeltjes en het tunneleffect.

## Afleiding
In de kwantummechanica zijn plaats {\displaystyle x} en impuls {\displaystyle p} geconjugeerde, Hermitische operatoren. Volgens de ongelijkheid van Schwarz geldt algemeen voor de varianties {\displaystyle \sigma ^{2}(x)} van {\displaystyle x} en {\displaystyle \sigma ^{2}(p)} van {\displaystyle p}:
{\displaystyle \sigma ^{2}(x)\sigma ^{2}(p)\geq |\operatorname {cov} (x,p)|^{2}}
Zonder de algemeenheid te schaden kan men aannemen dat de verwachtingswaarden gelijk zijn aan 0:
{\displaystyle \operatorname {E} x=0} en {\displaystyle \operatorname {E} p=0}
Nu is:
{\displaystyle 2|\operatorname {cov} (x,p)|\geq 2|\mathrm {Im} \ \operatorname {cov} (x,p)|=|\operatorname {cov} (x,p)-\operatorname {cov} (p,x)|=}
{\displaystyle =|\operatorname {E} (xp)-\operatorname {E} (px)|=|\operatorname {E} (xp-px)|=|i\hbar |=\hbar },
zodat volgt:
{\displaystyle \sigma (x)\sigma (p)\geq {\frac {\hbar }{2}}}
Daarbij is gebruikgemaakt van het feit dat de operatoren {\displaystyle x} en {\displaystyle p}  niet commuteren, wat inhoudt dat hun volgorde belangrijk is. In de kwantummechanica wordt gewerkt met het volgende postulaat:
{\displaystyle [x,p]=xp-px=i\hbar }
Dit is ook te zien aan de Schrödinger-operatoren in de plaats-ruimte:
{\displaystyle (xp-px)\psi =x{\frac {\hbar }{i}}{\frac {\partial }{\partial x}}\psi -{\frac {\hbar }{i}}{\frac {\partial }{\partial x}}(x\psi )=x{\frac {\hbar }{i}}{\frac {\partial }{\partial x}}\psi -{\frac {\hbar }{i}}\psi -x{\frac {\hbar }{i}}{\frac {\partial }{\partial x}}\psi =i\hbar \psi }